# Hans Sachtleben

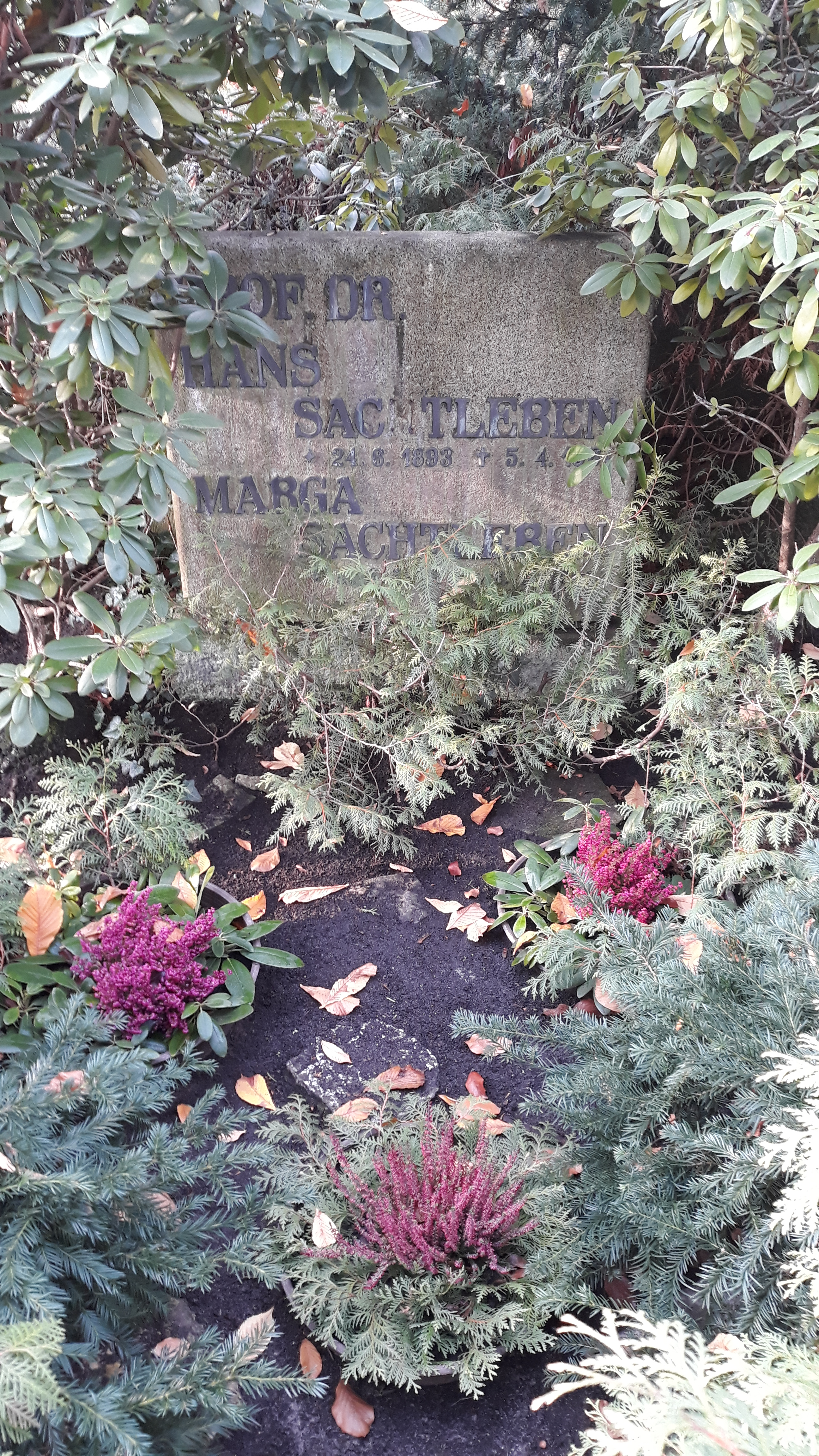
Grab von Hans Sachtleben und seiner Ehefrau Marga

Hans Sachtleben (* 24. Juni 1893 in Magdeburg; † 5. April 1967 in Berlin) war ein deutscher Zoologe.

## Leben
Der Sohn eines Magdeburger Zahnarztes beendete sein naturwissenschaftliches Studium an der Universität München 1917 mit der Promotion. Bis 1920 war er wissenschaftlicher Hilfsarbeiter in der Zoologischen Staatssammlung München. Ab 1920 war er wissenschaftlicher Assistent, später Dienststellenleiter an der Biologischen Reichsanstalt für Land- und Forstwirtschaft Berlin-Dahlem.
Von 1939 bis 1962 leitete er das Deutsche Entomologische Institut in Berlin-Friedrichshagen und entwickelte es zur weltweiten Zentralstelle des Auskunftsdienstes über Insekten. Er setzte sich während und nach dem Krieg energisch für den Erhalt der wertvollen Sammlungen und des Literaturbestandes des Deutschen Entomologischen Instituts ein.  
Er arbeitete auf dem Gebiet der systematischen und angewandten Entomologie, untersuchte Hyperparasiten, insbesondere Schlupfwespen und arbeitete wesentliche Ansätze für eine biologische Schädlingsbekämpfung heraus.
Die wissenschaftliche Publizistik unterstützte er als Herausgeber der Zeitschrift Arbeiten über morphologische und taxonomische Entomologie (1934–1944). 1951 begründete er die Zeitschrift Beiträge zur Entomologie.
Das Deutsche Entomologische Institut wurde von der Kaiser-Wilhelm-Gesellschaft aufgebaut und 1952 von der Deutschen Akademie der Landwirtschaftswissenschaften übernommen.
Sachtleben wurde auf dem Evangelischen Friedhof Berlin-Friedrichshagen bestattet.

## Werke
- Biologische Schädlingsbekämpfung. Dt. Akademie d. Landwirtschaftswissenschaften, Berlin 1959.
- Bericht über 8. Wanderversammlung deutscher Entomologen. Deutsche Akademie d. Landwirtschaftswissenschaften, Berlin 1957.
- Turmfalk und Mäusebussard, Sperber und Habicht. Biolog. Reichsanstalt f. Land- u. Forstwirtschaft, Berlin-Dahlem 1930.
- Handbuch der Nadelholzkunde, zus. mit Heinrich Klebahn, Otto Luyken, Jost Fitschen und Ludwig Beissner. P. Parey, Berlin 1930.
- Der Maulwurf. Biolog. Reichsanstalt f. Land- u. Forstwirtschaft, Berlin-Dahlem 1929.
- Die Forleule. Julius Springer, Berlin 1929.
- Die Bekämpfung der Wühlmaus. Biolog. Reichsanstalt f. Land- u. Forstwirtschaft, Berlin-Dahlem 1929.
- Die Bekämpfung der Kaninchenplage. Biolog. Reichsanstalt f. Land- u. Forstwirtschaft, Berlin-Dahlem 1926.
- Die Bekämpfung der Feldmäuse. Biolog. Reichsanstalt f. Land- u. Forstwirtschaft, Berlin-Dahlem 1924.
- Über die Entwicklung der Geschlechtsorgane von Chironomus mit besonderer Berücksichtigung der keimbahnbegleitenden Substanzen. München 1918.